# Mouflaines
Mouflaines és un municipi francès situat al departament de l'Eure i a la regió de Normandia. L'any 2007 tenia 148 habitants.

## Demografia

### Població
El 2007 la població de fet de Mouflaines era de 148 persones. Hi havia 63 famílies de les quals 20 eren unipersonals (12 homes vivint sols i 8 dones vivint soles), 12 parelles sense fills, 27 parelles amb fills i 4 famílies monoparentals amb fills.
La població ha evolucionat segons el següent gràfic:
Habitants censats

### Habitatges
El 2007 hi havia 81 habitatges, 59 eren l'habitatge principal de la família, 15 eren segones residències i 6 estaven desocupats. Tots els 81 habitatges eren cases. Dels 59 habitatges principals, 48 estaven ocupats pels seus propietaris, 11 estaven llogats i ocupats pels llogaters i 1 estava cedit a títol gratuït; 3 tenien dues cambres, 10 en tenien tres, 22 en tenien quatre i 24 en tenien cinc o més. 52 habitatges disposaven pel capbaix d'una plaça de pàrquing. A 24 habitatges hi havia un automòbil i a 27 n'hi havia dos o més.

### Piràmide de població
La piràmide de població per edats i sexe el 2009 era:
| Homes | Edats   | Dones |
| ----- | ------- | ----- |
| 0     | 95 o +  | 0     |
| 0     | 90 a 94 | 0     |
| 0     | 85 a 89 | 4     |
| 4     | 80 a 84 | 0     |
| 4     | 75 a 79 | 0     |
| 4     | 70 a 74 | 4     |
| 8     | 65 a 69 | 4     |
| 0     | 60 a 64 | 4     |
| 0     | 55 a 59 | 4     |
| 0     | 50 a 54 | 0     |
| 8     | 45 a 49 | 0     |
| 0     | 40 a 44 | 4     |
| 4     | 35 a 39 | 0     |
| 12    | 30 a 34 | 8     |
| 4     | 25 a 29 | 12    |
| 0     | 20 a 24 | 0     |
| 4     | 15 a 19 | 0     |
| 0     | 10 a 14 | 0     |
| 4     | 5 a 9   | 0     |
| 12    | 0 a 4   | 8     |

## Economia
El 2007 la població en edat de treballar era de 88 persones, 76 eren actives i 12 eren inactives. De les 76 persones actives 72 estaven ocupades (41 homes i 31 dones) i 4 estaven aturades (2 homes i 2 dones). De les 12 persones inactives 5 estaven jubilades, 3 estaven estudiant i 4 estaven classificades com a «altres inactius».

### Ingressos
El 2009 a Mouflaines hi havia 58 unitats fiscals que integraven 154 persones, la mediana anual d'ingressos fiscals per persona era de 18.969 €.

### Activitats econòmiques
Dels 6 establiments que hi havia el 2007, 2 eren d'empreses de comerç i reparació d'automòbils, 1 d'una empresa de transport, 1 d'una empresa d'hostatgeria i restauració, 1 d'una empresa immobiliària i 1 d'una entitat de l'administració pública.
L'únic servei als particulars que hi havia el 2009 era un restaurant.
L'any 2000 a Mouflaines hi havia 5 explotacions agrícoles.

## Equipaments sanitaris i escolars
El 2009 hi havia una escola elemental integrada dins d'un grup escolar amb les comunes properes formant una escola dispersa.

## Poblacions més properes
El següent diagrama mostra les poblacions més properes.